# Rhizonium antiquum
Rhizonium antiquum là một loài bọ cánh cứng trong họ Zopheridae. Loài này được Sharp miêu tả khoa học năm 1876.